# Берн (хокейний клуб)
СК Берн (нім. Schlittschuh Club Bern, SC Bern) — хокейний клуб з м. Берн, Швейцарія. Заснований у 1931 році. Виступає у чемпіонаті Національної ліги А. Домашні ігри команда проводить на «ПостФайненс-Арені» (17,131). Офіційні кольори клубу червоний, жовтий і чорний.
Чемпіон Швейцарії — 16 разів: (1959, 1965, 1974, 1975, 1977, 1979, 1989, 1991, 1992, 1997, 2004, 2010, 2013, 2016, 2017, 2019). 
Володар Кубка Швейцарії (1965).
Найсильніші гравці різних років: 
- воротарі: Ренато Тозіо;
- захисники: В. Сірен, М. Штайнеггер;
- нападники: Гаетано Орландо, Девід Сакко, Роберто Тріульці, П. Хоуерд, Ж. Монтандон.

## Чемпіонські склади

### 2013 рік
- Воротарі: Марко Бюрер, Олів'є Гігон
- Захисники: Франко Колленберг, Філіпп Фуррер, Беат Гербер, Беат Гельдштаб, Андреас Генні, Мартін Гюгенер, Девід Жобін, Джефф Кінрад, Самуель Крайс, Тревіс Роше, Роман Йозі
- Нападники: Ярослав Беднар, Алайн Бергер, Паскаль Бергер, Крістоф Бертши, Джефф Кемпбелл, Раян Гарднер, Мікаель Лойхат, Керіл Нойеншвандер, Мартін Плюсс, Флурін Рандеггер, Байрон Річі, Даніель Рубін, Іво Рютеманн, Трістан Шервей, Юліан Шмутц, Петр Сикора, Йоєль Вермін
- Тренери: головний - Антті Термянен, помічник - Ларс Лоуенбергер

### 1989 рік
- Воротарі: Мартін Штудер, Ренато Тозіо
- Захисники: Андреас Бойтлер, Андре Кюнці, Томас Кюнці, Свен Лойенбергер, Мартін Раух, Рейо Руотсалайнен, Даніель Рутші, Ремо Віссен
- Нападники: Петер Бертші, Мартін Бютцбергер, П'єтро Кунті, Рето Декумбіс, Алан Гаворт, Адріан Гоц, Патрік Говальд, Роберт Мартін, Ромео Маттіоні, Томас Маурер, Бат Нушплігер, Роберто Тріульці, Петер Вондаль
- Тренер: Білл Гілліген

### 1979 рік
- Воротарі: Роланд Гербер, Даніель Гірт, Юрг Яггі
- Захисники: Ладіслав Беначка, Юрг Біглер, Улі Гофман, Біт Кауфманн, Г'юґо Лойенбергер, Андреас Гюртнер
- Нападники: Роланд Делльспергер, Ріккардо Фюрер, Ренцо Гольцер, Ярмо Койвунен, Семюел Лапперт, Серж Мартель, Рольф Мойслі, Лаурі Мононен, Юрг Шнеебергер, Бернард Віст, Бруно Віттвер, Фріц Вісс, Бруно Захнд
- Головний тренер: Ксавер Унзінн

### 1977 рік
- Воротарі: Юрг Яггі, П'єр-ІВ Айсенрінг
- Захисники: Ладіслав Беначка, Улі Гофман, Біт Кауфманн, Г'юґо Лойенбергер, Жан-Клод Лохер, Марс'яль Расін, Паскаль Нігг
- Нападники: Пол-Андре Кадьо, Роланд Делльспергер, Джованні Конте, Урс Долдер, Ріккардо Фюрер, Ренцо Гольцер, Ярослав Крупічка, Семюел Лапперт, Фреді Лохер, Серж Мартель, Рольф Мойслі, Петер Роннер, Бруно Віттвер, Фріц Вісс, Бруно Захнд
- Головний тренер: Пол-Андре Кадьо

### 1975 рік
- Воротарі: Юрг Яггі, Давід Шиллер
- Захисники: Ганцруді Баумгатнер, Улі Гофман, Біт Кауфманн, Г'юґо Лойенбергер, Пол Пфаматтер, Паскаль Нігг
- Нападники: Пол-Андре Кадьо, Роланд Делльспергер, Урс Долдер, Ріккардо Фюрер, Ренцо Гольцер, Ярослав Крупічка, Герберт Мессер, Марс'яль Расін, Бруно Віттвер, Фріц Вісс, Бруно Захнд, Клаудіо Зендер
- Головний тренер: Пол-Андре Кадьо

### 1974 рік
- Воротарі: Роланд Буше, Юрг Яггі, Давід Шиллер
- Захисники: Ганцруді Баумгатнер, П'єр Брен, Улі Гофман, Біт Кауфманн, Г'юґо Лойенбергер, Пол Пфаматтер
- Нападники: Пол-Андре Кадьо, Роланд Делльспергер, Урс Долдер, Ріккардо Фюрер, Роланд Гютнер, Ренцо Гольцер, Ганцруді Іселі, Ярослав Крупічка, Роланд Майєр, Герберт Мессер, Паскаль Нігг, Вальтер Нуффенеггер, Марс'яль Расін, Роні Шлепфер, Бруно Віттвер, Фріц Вісс, Бруно Захнд, Клаудіо Зендер
- Головний тренер: Пол-Андре Кадьо

### 1965 рік
- Воротарі: Роланд Буше, Рене Кінер, Рене Саттер
- Захисники: Вернер Кунц, Маріо Пеллегріні, Макс Регг, Курт Нобс
- Нападники: Рольф Дітельм, Роланд Делльспергер, Вальтер Геміг, Біт Кун, Пол Меззерлі, Макс Мюллер, Петер Штаммбах, Петер Шмідт, Ульріх Ошенбейн, Роджер Шмідт, Ганц Цурбрігген, Петер Цурбрігген
- Головний тренер: Ед Рігле

### 1959 рік
- Воротарі: Ернст Беєлер, Рене Кінер
- Захисники: Бруно Гербер, Біт Кун, Альфред Лек, Курт Нобс
- Нападники: Рольф Дітельм, Брюс Гамільтон, Герман Казер, Юрг Марті, Пол Меззерлі, Петер Штаммбах, Петер Шмідт